# 1954 في النمسا
فيما يلي قوائم الأحداث التي وقعت خلال عام 1954 في النمسا.

## كتب
من الكتب التي صدرت هذه السنة في النمسا:
- 1 أغسطس – الطريق إلى مكة من تأليف محمد أسد.

## مواليد

### يناير
- 1 يناير – أو بي تسير كاتب نمساوي.
- 1 يناير – كورت شتوكر منتج أفلام نمساوي.
- 11 يناير – باربرا برامر سياسية نمساوية.

### مارس
- 4 مارس – مارغو كليستل-وفلر دبلوماسية نمساوية.
- 24 مارس – فرانز أوبراتشر لاعب كرة قدم نمساوي.

### يوليو
- 27 يوليو – اروين وورم فنان نمساوي.

### سبتمبر
- 19 سبتمبر – سيسي تاكس مترجمة نمساوية.

### أكتوبر
- 14 أكتوبر – جيرهارد بريتنربرغر لاعب كرة قدم نمساوي.

### نوفمبر
- 6 نوفمبر – كورت ويلزل لاعب كرة قدم نمساوي.

## وفيات

### يناير
- 11 يناير – أوسكار شتراوس (مواليد 1870)

### سبتمبر
- 11 سبتمبر – روبرت هولاوس (مواليد 1931) متسابق دراجات نارية نمساوي.